# Campyloneurum xalapense
Campyloneurum xalapense är en stensöteväxtart som beskrevs av Fée. Campyloneurum xalapense ingår i släktet Campyloneurum och familjen Polypodiaceae. Inga underarter finns listade.